# Liste der französischen Meister im Mountainbike
Die Liste der französischen Meister im Mountainbike führt die Sieger der Wettkämpfe um die französischen Meisterschaften im Mountainbike auf.

## Siegerliste Männer

### Cross Country
| Jahr | Sieger                    | Zweiter                | Dritter                |
| 2017 | Maxime Marotte            | Titouan Carod          | Stéphane Tempier       |
| 2016 | Julien Absalon            | Maxime Marotte         | Stéphane Tempier       |
| 2015 | Julien Absalon            | Maxime Marotte         | Jordan Sarrou          |
| 2014 | Julien Absalon            | Hugo Drechou           | Stéphane Tempier       |
| 2013 | Julien Absalon            | Miguel Martinez        | Maxime Marotte         |
| 2012 | Julien Absalon            | Stéphane Tempier       | Maxime Marotte         |
| 2011 | Julien Absalon            | Maxime Marotte         | Stéphane Tempier       |
| 2010 | Julien Absalon            | Maxime Marotte         | Stéphane Tempier       |
| 2009 | Julien Absalon            | Jean-Christophe Péraud | Cédric Ravanel         |
| 2008 | Julien Absalon            | Jean-Christophe Péraud | Cédric Ravanel         |
| 2007 | Julien Absalon            | Cédric Ravanel         | Jean-Christophe Péraud |
| 2006 | Julien Absalon            | Cédric Ravanel         | Pierre Lebreton        |
| 2005 | Julien Absalon            | Jean-Christophe Péraud | Peter Pouly            |
| 2004 | Julien Absalon            | Peter Pouly            | Cédric Ravanel         |
| 2003 | Julien Absalon            | Miguel Martinez        | Jean-Christophe Péraud |
| 2002 | Christophe Dupouey        | Jérôme Chiotti         | Jean-Christophe Péraud |
| 2001 | Jérôme Chiotti            | Jean-Christophe Péraud | Cyrille Bonnand        |
| 2000 | Thomas Dietsch            | Gaël Perry             | Frédéric Frech         |
| 1999 | Jérôme Chiotti            | Miguel Martinez        | Fabrice Julien         |
| 1998 | Christophe Dupouey        |                        |                        |
| 1997 | Cyrille Bonnand           | Miguel Martinez        | Ludovic Dubau          |
| 1996 | Miguel Martinez           |                        |                        |
| 1995 | Jean-Christophe Savignoni |                        |                        |
| 1994 | Ludovic Dubau             |                        |                        |
| 1993 | Christian Loew            |                        |                        |
| 1992 | Bruno Lebras              |                        |                        |

### Marathon
| Jahr | Sieger           | Zweiter                | Dritter                 |
| 2017 | Miguel Martinez  | Antonin Marecail       | Emeric Turcat           |
| 2016 | Frédéric Gombert | Rémi Laffont           | Alexis Chenevier        |
| 2015 | Thomas Dietsch   | Hugo Drechou           | Émilien Mourier         |
| 2014 | Maxime Marotte   | Maxime Marotte         | Stéphane Tempier        |
| 2013 | Thomas Dietsch   | Guillaume Bonnafond    |                         |
| 2012 | Thomas Dietsch   |                        |                         |
| 2011 | Thomas Dietsch   | Gregory Pascal         | Arnaud Grosjean         |
| 2010 | Maxime Marotte   | François Bailly-Maitre | Paul Remy               |
| 2009 | Thomas Dietsch   | Frederic Frech         | Pierre-Yves Facomprez   |
| 2008 | Thomas Dietsch   |                        |                         |
| 2007 |                  |                        |                         |
| 2006 | Thomas Dietsch   |                        |                         |
| 2005 | Peter Pouly      | Thomas Dietsch         | Pierre-Geoffrey Plantet |
| 2004 | Peter Pouly      | Jean-Christophe Péraud | Alexis Swetlof          |

### Downhill
| Jahr | Sieger                 | Zweiter              | Dritter           |
| 2017 | Loïc Bruni             | Amaury Pierron       | Loris Vergier     |
| 2016 | Loïc Bruni             | Amaury Pierron       | Florent Payet     |
| 2015 | Loïc Bruni             | Amaury Pierron       | Patrick Thome     |
| 2014 | Loïc Bruni             | Aurélien Giordanengo | Faustin Figaret   |
| 2013 | Loïc Bruni             | Rémy Thirion         | Florent Payet     |
| 2012 | Pierre-Charles Georges | Cyrille Kurtz        | Patrick Thome     |
| 2011 | Mickael Pascal         | Damien Spagnolo      | Rémi Thirion      |
| 2010 | Romain Paulhan         | Damien Spagnolo      | Mickael Pascal    |
| 2009 | Fabien Barel           | Mickael Pascal       | Fabien Pedemanaud |
| 2008 | Mickael Pascal         | Julien Camellini     | Florent Payet     |
| 2007 | Fabien Barel           | Fabien Pedemanaud    | Damien Spagnolo   |
| 2006 | Fabien Barel           | Mickael Pascal       | Julien Camellini  |
| 2005 | Fabien Barel           | Maxime Remy          | Yoann Barelli     |
| 2004 | Yoann Barelli          | Florent Payet        | Vincent Saut      |
| 2003 | Cyril Lagneau          | Mickael Deldycke     | Fréderic Midey    |
| 2002 | Fabien Barel           | Cyril Lagneau        | Julien Camellini  |
| 2001 | Nicolas Vouilloz       | Cédric Gracia        | Karim Amour       |
| 2000 | Philippe Keller        | Matthieu Prost       | Stéphane Jany     |
| 1999 | Nicolas Vouilloz       | Michael Pascal       | Franck Parolin    |
| 1998 | Cédric Gracia          |                      |                   |
| 1997 | Nicolas Vouilloz       |                      |                   |
| 1996 | Nicolas Vouilloz       |                      |                   |
| 1995 | Cédric Gracia          |                      |                   |
| 1994 | Nicolas Vouilloz       |                      |                   |

## Frauen

### Cross Country
| Jahr | Siegerin               | Zweite                 | Dritte                   |
| 2017 | Pauline Ferrand-Prévot | Sabrina Enaux          | Lucie Urruty             |
| 2016 | Pauline Ferrand-Prévot | Sabrina Enaux          | Estelle Boudot           |
| 2015 | Pauline Ferrand-Prévot | Perrine Clauzel        | Margot Moschetti         |
| 2014 | Pauline Ferrand-Prévot | Margot Moschetti       | Laura Metzler            |
| 2013 | Julie Bresset          | Pauline Ferrand-Prévot | Sabrina Enaux            |
| 2012 | Julie Bresset          | Lucie Chainel          | Sabrina Enaux            |
| 2011 | Julie Bresset          | Sabrina Enaux          | Laura Metzler            |
| 2010 | Julie Bresset          | Laura Metzler          | Cécile Ravanel           |
| 2009 | Cécile Ravanel         | Sabrina Enaux          | Caroline Mani            |
| 2008 | Cécile Ravanel         | Laura Metzler          | Hélène Marcouyre         |
| 2007 | Laurence Leboucher     | Sabrina Enaux          | Christel Ferrier-Bruneau |
| 2006 | Laurence Leboucher     | Séverine Hansen        | Sabrina Enaux            |
| 2005 | Séverine Hansen        | Maryline Salvetat      | Sabine Gentieu           |
| 2004 | Séverine Hansen        | Sabrina Enaux          | Sabine Gentieu           |
| 2003 | Séverine Hansen        | Marion Thevenet        | Virginie Souchon         |
| 2002 | Laurence Leboucher     | Marion Thevenet        | Séverine Hansen          |
| 2001 | Virginie Souchon       | Sabrina Enaux          | Sonia Clolus             |
| 2000 | Laurence Leboucher     | Sophie Villeneuve      | Sandra Temporelli        |
| 1999 | Laurence Leboucher     | Sophie Villeneuve      | Sandra Temporelli        |
| 1998 | Laurence Leboucher     | Sophie Villeneuve      | Sandra Temporelli        |
| 1997 | Sandra Temporelli      | Sophie Eglin-Hosotte   | Sophie Villeneuve        |
| 1996 | Laurence Leboucher     | Sandra Temporelli      |                          |
| 1995 | Nathalie Fiat          |                        |                          |
| 1994 | Jeannie Longo          |                        |                          |

### Marathon
| Jahr | Siegerin          | Zweite               | Dritte               |
| 2016 | Hélène Marcouyre  | Muriel Bouhet        | Fanny Bourdon        |
| 2015 | Julie Bresset     | Sabrina Enaux        | Hélène Marcouyre     |
| 2014 | Margot Moschetti  | Coralie Redelsperger | Hélène Marcouyre     |
| 2013 | Fanny Bourdon     | Hélène Marcouyre     | Sandrine Ponsard     |
| 2012 | Fanny Bourdon     |                      |                      |
| 2011 | Hélène Marcouyre  | Coralie Redelsperger | Daniele Troesch      |
| 2010 | Hélène Marcouyre  | Fanny Bourdon        | Coralie Redelsperger |
| 2009 | Daniele Troesch   | Laura Joubert        | Idriel Herveet       |
| 2008 |                   |                      |                      |
| 2007 | Hélène Marcouyre  |                      |                      |
| 2006 | Virgine Souchon   |                      |                      |
| 2005 | Maryline Salvetat | Hélène Marcouyre     | Alexandra Le Hénaff  |
| 2004 | Virginie Souchon  | Séverine Hansen      | Sandra Montaron      |

### Downhill
| Jahr | Siegerin               | Zweite              | Dritte                |
| 2016 | Myriam Nicole          | Morgane Charre      | Marine Caribou        |
| 2015 | Emmeline Ragot         | Morgane Charre      | Myriam Nicole         |
| 2014 | Myriam Nicole          | Emmeline Ragot      | Viktoria Gimenez      |
| 2013 | Floriane Pugin         | Myriam Nicole       | Emmeline Ragot        |
| 2012 | Emmeline Ragot         | Morgane Charre      | Myriam Nicole         |
| 2011 | Myriam Nicole          | Emmeline Ragot      | Sabrina Jonnier       |
| 2010 | Sabrina Jonnier        | Floriane Pugin      | Emmeline Ragot        |
| 2009 | Céline Gros            | Sabrina Jonnier     | Floriane Pugin        |
| 2008 | Emmeline Ragot         | Floriane Pugin      | Sabrina Jonnier       |
| 2007 | Sabrina Jonnier        | Céline Gros         | Anaïs Pajot           |
| 2006 | Emmeline Ragot         | Céline Gros         | Floriane Pugin        |
| 2005 | Anne-Caroline Chausson | Nolvenn Le Caer     | Emmeline Ragot        |
| 2004 | Nolvenn Le Caer        | Audrey Le Corguillé | Estelle Vuillemin     |
| 2003 | Emmeline Ragot         | Nolvenn Le Caer     | Estelle Vuillemin     |
| 2002 | Anne-Caroline Chausson | Sabrina Jonnier     | Emmeline Ragot        |
| 2001 | Céline Gros            | Nolvenn Le Caer     | Laëtitia Le Corguillé |
| 2000 | Sabrina Jonnier        | Nolvenn Le Caer     | Céline Gros           |
| 1999 | Anne-Caroline Chausson | Sabrina Jonnier     | Céline Gros           |
| 1998 | Anne-Caroline Chausson |                     |                       |
| 1997 | Anne-Caroline Chausson |                     |                       |
| 1996 | Anne-Caroline Chausson |                     |                       |
| 1995 | Anne-Caroline Chausson |                     |                       |
| 1994 | Anne-Caroline Chausson |                     |                       |